# San Agustín (El Salvador)
San Agustín é um município de El Salvador, localizado no departamento de Usulután.